# Шканец
Шканец също и Шканци (на нидерландски: schans) или квартердек (на английски: quarterdeck) – платформа или палуба в кърмовата част на ветроходен кораб, с едно ниво над шкафута, където обикновено се намира капитана, а при негово отсътствие – вахтените или караулните офицери и където се намират компасите. По-късно шканец се нарича частта от горната палуба на военен кораб от гротмачтата до бизанмачтата.
Шканеца се счита на кораба за почетно място; там се четат пред строя законите, манифестите, заповедите, наказанията. Мястото на шканеца на кораба от всеки тип се определя със заповед на Морското ведомство (Министерството на ВМС). Неподчинението към началника на шканеца увеличава тежестта на наказанието, тъй като шканеца на военния кораб се смята за свещено място.